# آل سعود (مدينة مأرب)

تعديل مصدري - تعديل

آل سعود هي إحدى قرى عزلة الاشراف بمديرية مدينة مأرب التابعة لمحافظة مأرب، بلغ تعداد سكانها 713 نسمة حسب تعداد اليمن لعام 2004.